# Sé de Aveiro

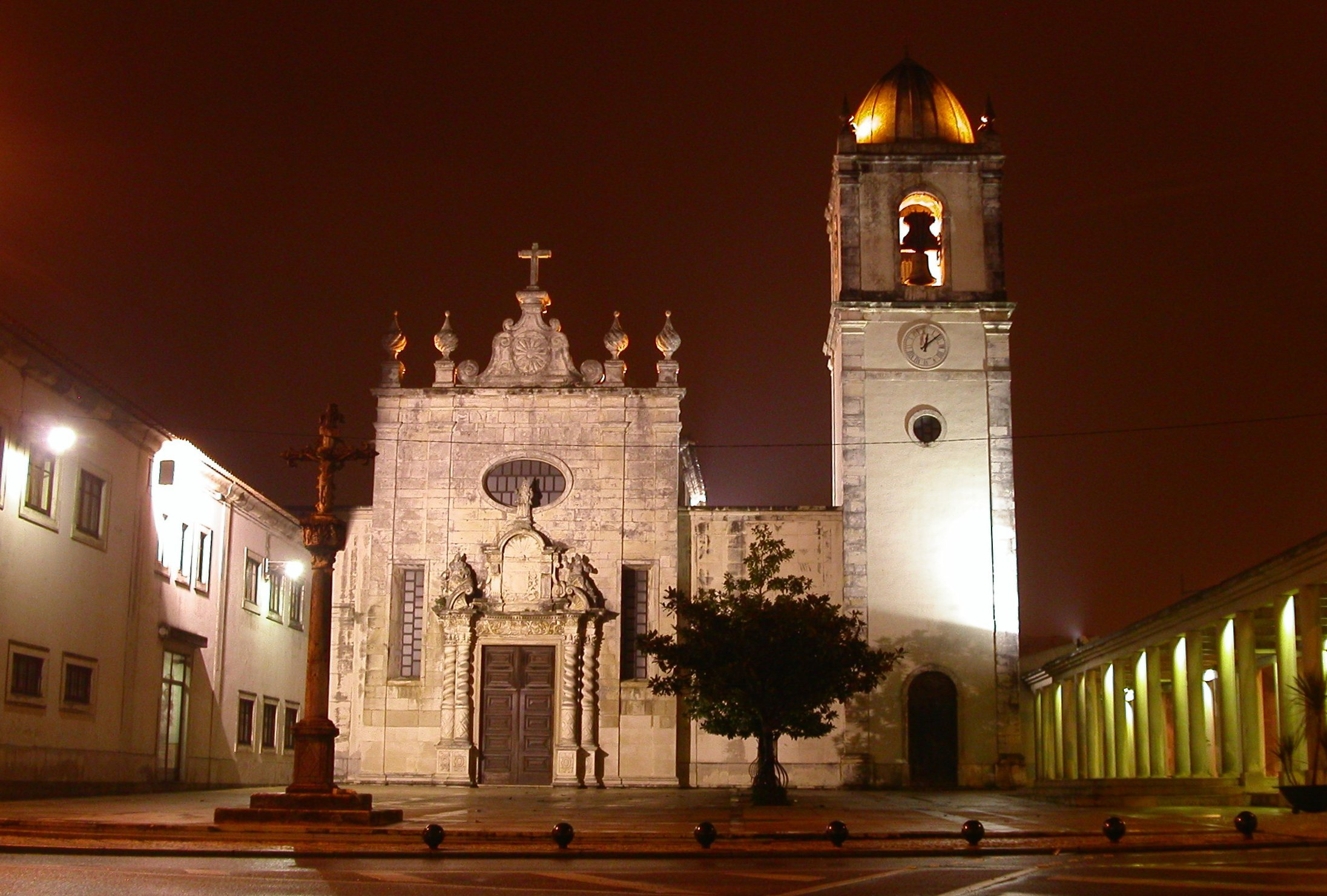
Catedral de Aveiro: vista noturna.

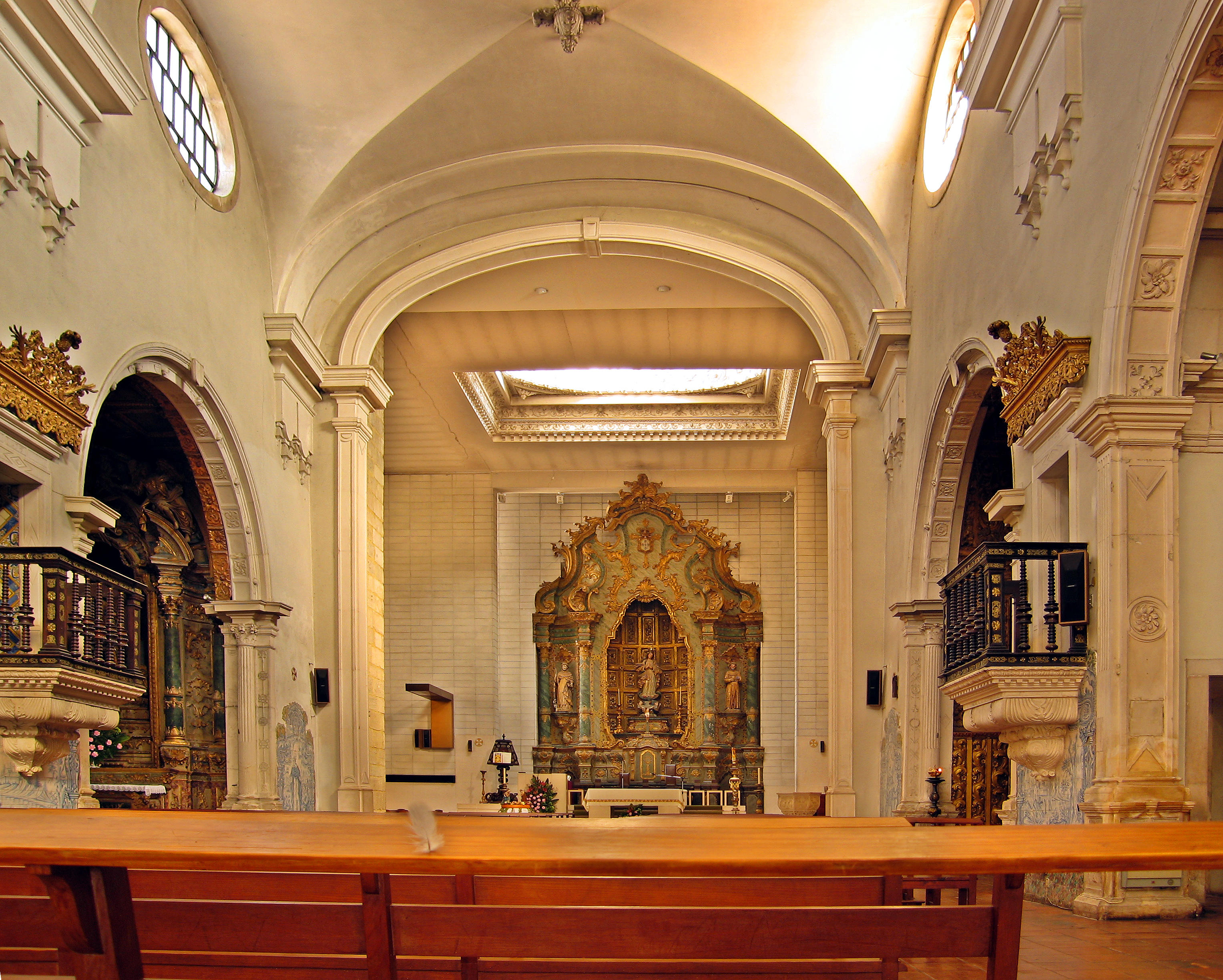
Catedral de Aveiro: interior.

A Sé de Aveiro, também referida como Catedral de Aveiro, Sé Catedral de Aveiro, Igreja de São Domingos de Aveiro, Convento de São Domingos, Igreja Paroquial de Nossa Senhora da Glória e Igreja de Nossa Senhora da Glória, localiza-se na freguesia da Glória e Vera Cruz, na cidade e município de Aveiro, distrito de Aveiro, em Portugal.

## História
Encontra-se classificada como Imóvel de Interesse Público desde 1996.